# 圣斯特凡诺-迪卡马斯特拉
圣斯特凡诺-迪卡马斯特拉（義大利語：Santo Stefano di Camastra）是意大利西西里大区墨西拿廣域市的一个市镇。总面积21.88平方公里，人口4534人，人口密度207.2人/平方公里（2009年）。ISTAT代码为083091。